# فنايي
فنايي هي قرية في مقاطعة خوي، إيران. عدد سكان هذه القرية هو 652 في سنة 2006.